# Majin Bu
Majin Bu (魔人ブウ?, Majin Bū) è uno degli antagonisti principali del manga Dragon Ball di Akira Toriyama, dove fa la sua prima apparizione nel capitolo 460, La comparsa di Majin Bu (魔人ブウ出現か!??, Majin Bū shutsugen ka!?), pubblicato per la prima volta nel numero 13 di Weekly Shōnen Jump il 14 marzo 1994. Egli compare anche nelle varie opere derivate, tra cui le serie televisive anime Dragon Ball Z, Dragon Ball GT e Dragon Ball Super, alcuni film e numerosi videogiochi.
Majin Bu era inizialmente una forma di vita magica al servizio del mago Bibbidy che terrorizzava le galassie distruggendo interi pianeti, milioni di anni prima degli eventi di Dragon Ball. Successivamente fu sigillato dallo stesso mago, il quale venne ucciso subito dopo mentre il sigillo fu spedito sulla Terra. Durante la serie viene liberato da Babidy, figlio di Bibbidy, al fine di portare avanti l'originale piano di conquista dell'intero universo.

## Creazione e ideazione
I nomi dei personaggi Bibbidy, Babidy e Bu sono stati tratti dalla formula magica Bibbidi-Bobbidi-Bu con cui, nel film Cenerentola, la fata Smemorina trasforma la zucca in carrozza e i topi in cavalli.
Majin Bu è stato pensato da Toriyama sempre con corporatura grassa, ma con qualche differenza rispetto alla versione finale. Durante la progettazione, il personaggio somigliava a una rana mentre in altri disegni possedeva due dita per piede e dei pantaloni neri che gli arrivava al petto. Altre versioni lo raffiguravano provvisto di corna e orecchie mentre per il resto era esattamente identico al personaggio finale.
Il Majin Bu malvagio venne raffigurato inizialmente più simile al Bu grasso, ma con qualche differenza: era obeso e possedeva denti appuntiti simili a quelli di un dinosauro. In altri disegni era più magro, senza muscoli, possedeva una M sulla fronte e non aveva il mantello viola, caratteristica ereditata dal Majin Bu grasso.

## Biografia

### Origini
Majin Bu venne creato dalla magia del mago Bibbidy 5 milioni di anni prima della narrazione. A detta di Kaiohshin dell'Est, il mago non aveva idea di cosa celasse questa misteriosa forma di vita. Era talmente malvagio che lo stesso mago aveva difficoltà a tenerlo sotto controllo. Seguendo gli ordini di Bibbidy, distrusse centinaia di pianeti nel giro di pochissimo tempo fino a quando non affrontò i Kaiohshin. Uccise i Kaiohshin del Nord e dell'Ovest e assorbì Kaiohshin del Sud e il capo dei Kaiohshin, diventando più debole ma anche più calmo e razionale. Finalmente sotto il suo controllo, il perfido mago rinchiuse il mostro nel suo sigillo per potersi riposare e, in quel frangente, Bibbidy trovò la morte per mano del Kaiohshin dell'Est, l'unica divinità sopravvissuta alla furia del demone. Il sigillo venne trasferito sulla Terra e Majin Bu, per un arco di tempo durato milioni di anni, è rimasto rinchiuso e dimenticato, sebbene la sua forza sia rimasta una minaccia tanto da essere una delle poche creature veramente temuta da Re Cold, insieme al Dio della distruzione Beerus.
In Dragon Ball Daima, viene rivelato che non fu Bibbidy a crearlo, ma una maga chiamata Marba per suo conto. A causa dei continui disastri che Bu avrebbe portato nell'universo, Marba ha da allora cercato di vivere in anonimato, sebbene alcuni abitanti del Mondo Demoniaco siano al corrente del suo ruolo nella creazione di uno dei Majin più famigerati, che lei stessa ritiene un fallimento data la sua incontrollabilità.

### Dragon Ball

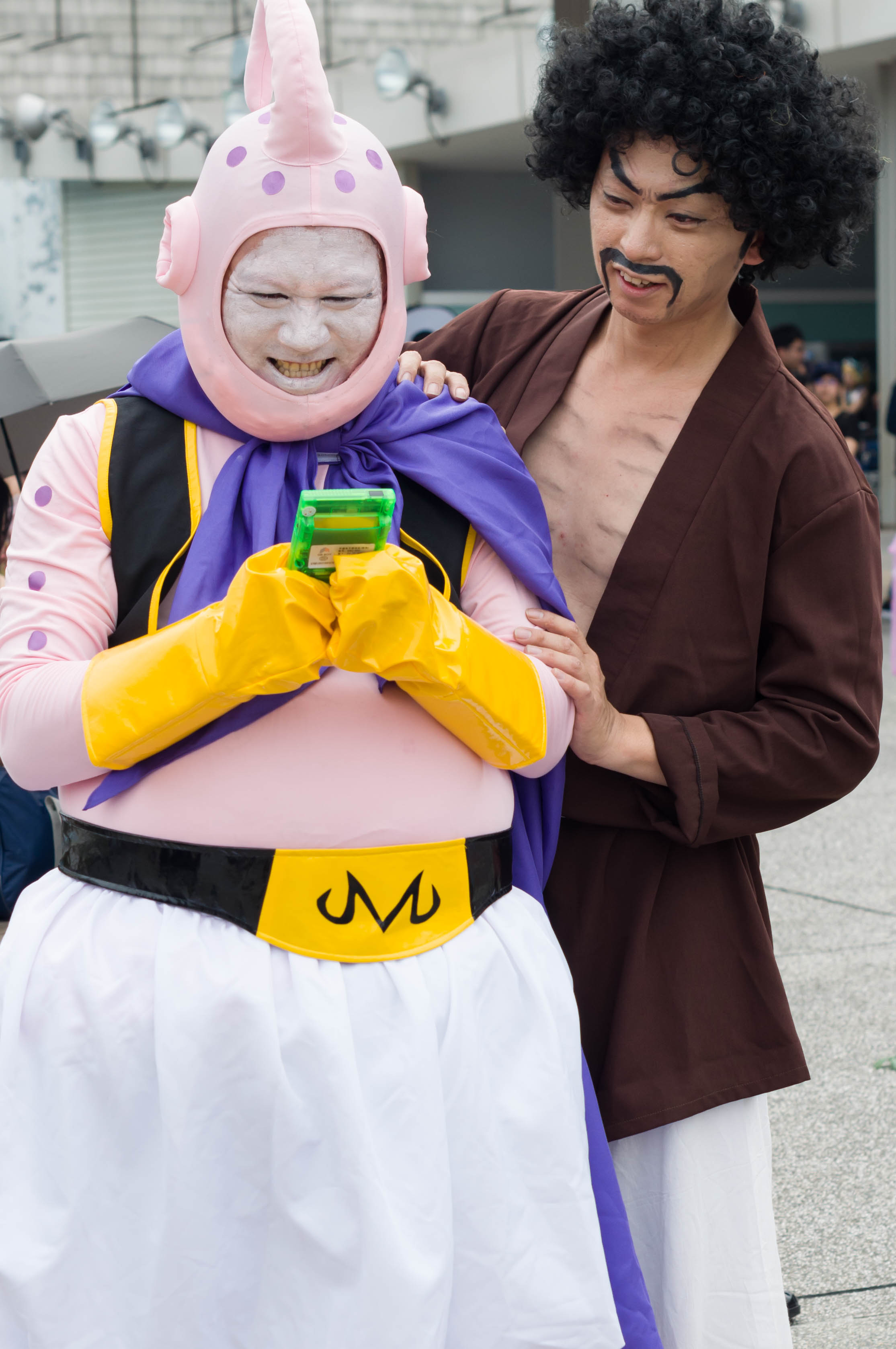
Cosplay di Majin Bu (a sinistra) e Mr. Satan (a destra).

Milioni di anni dopo essere stato rinchiuso, Majin Bu viene liberato dal mago Babidy, figlio di Bibbidy, grazie all'energia che Yamu e Spopovitch hanno sottratto a Gohan e anche a quella sprigionata nel secondo scontro tra Goku e Vegeta. Majin Bu si dimostra subito dotato di poteri eccezionali uccidendo Darbula, un sottoposto di Babidy, e riducendo in fin di vita Gohan e Kaiohshin dell'Est senza il minimo sforzo. Nemmeno l'attacco suicida di Vegeta riesce a ucciderlo, in quanto il demone ha il potere di ricomporsi anche se il suo corpo viene ridotto a brandelli. In seguito, insieme a Babidy, Majin Bu inizia a seminare il panico sulla Terra, finché non viene ostacolato da Goku, il quale nella forma di Super Saiyan 3 dimostra di essergli alla pari, anche se successivamente rivelerà che avrebbe potuto ucciderlo. Goku tuttavia decide di ritirarsi, rivelando di voler affidare il compito di uccidere Majin Bu alla fusione di Goten e Trunks, i quali con la danza di Metamor danno vita a Gotenks. Dopo lo scontro Goku chiede a Majin Bu di concedergli alcuni giorni di tempo affinché Goten e Trunks possano prepararsi adeguatamente per fronteggiarlo, avendo capito che il demone adora confrontarsi con avversari potenti per sperimentare le loro capacità e vedere se sanno tenergli testa. Allo stesso tempo, Goku lo supplica di trattenersi fino allo scadere dei giorni stabiliti dallo sterminare la popolazione terrestre. Majin Bu, prima di prendere una decisione, chiede a Goku se i suoi amici sono forti e se saranno in grado di avere uno scontro uguale se non superiore a quello che ha avuto con lui e Goku glielo conferma. Il demone, rallegrato dall'idea di avere un altro scontro, accetta la proposta di Goku senza badare a Babidy che gli urla contro e lo insulta per l'ennesima volta. Majin Bu, stanco degli ordini di Babidy, lo uccide e si costruisce una casa utilizzando le sue vittime trasformate in argilla. Più tardi, dopo aver sterminato gran parte della popolazione mondiale trattenendosi dal non sterminare del tutto la popolazione terrestre per tenere fede alla promessa fatta a Goku, fa amicizia con Mr. Satan, inizia a convivere con lui e adotta persino un cane, Bee. Mr. Satan non ci metterà molto a capire che in fondo Majin Bu non è una creatura realmente crudele, erano i perfidi Bibbidy e Babidy a indurlo a comportamenti spregevoli, per amore dell'amicizia che ora lo lega a Satan, Bu decide di convertirsi al bene.
In seguito all'attacco di due malviventi che feriscono Mr. Satan e il cane, Majin Bu riesce fortunatamente a curarli in tempo ma si arrabbia talmente tanto da separarsi in due entità distinte: una dal cuore puro, il Bu grasso di pura innocenza, ed una completamente malvagia, un Bu magrissimo di pura malvagità. Il secondo, dopo aver ucciso uno dei malviventi, rivolgerà la sua attenzione verso la sua metà buona, riuscendo ad assorbirla dopo un breve scontro, facilitato dal fatto che, con la separazione, la maggior parte del potere della creatura originale è rimasta in lui, divenendo con questa nuova unione il Majin Bu magro, il quale uccide anche il secondo malvivente. Majin Bu raggiunge il Santuario del Dio della Terra, uccide tutti i terrestri sopravvissuti (ad eccezione di Mr. Satan, risparmiato poiché conserva ancora i ricordi della forma grassa pur essendo totalmente malvagio) per poi scontrarsi con Gotenks, con cui dimostra una forza fuori dal comune, riuscendo a combattere con lui nella forma di Super Saiyan 3. Riesce persino ad aprire una parete dimensionale nella Stanza dello Spirito e del Tempo dopo che Piccolo aveva distrutto l'ingresso per imprigionarlo lì. Lo scontro tra Majin Bu e Gotenks è molto impegnativo ma alla fine la fusione si scioglie, lasciando i due ragazzini inermi. Majin Bu però si addormenta e sopraggiunge Gohan che, potenziato dall'Anziano Kaiohshin, riesce a metterlo in seria difficoltà senza il minimo sforzo.
Conscio di non poter battere Gohan, Majin Bu finge un'autodistruzione e sparisce, azzerando la sua aura per non farsi localizzare. Ricompare un'ora dopo per dare il tempo necessario a Goten e Trunks di riprovare la fusione, dicendo di voler combattere nuovamente contro Gotenks. I combattenti accettano ma, con uno stratagemma, Majin Bu assorbe i due bambini e Piccolo, divenendo un essere fortissimo e allo stesso tempo astuto e intelligente. A questo punto Majin Bu affronta Gohan, dimostrandosi nettamente superiore ma lo scontro viene interrotto prima dal termine della fusione dentro il corpo del demone, cosa che ristabilisce gli equilibri, poi da Goku, intenzionato a provare la fusione con Gohan servendosi degli orecchini Potara. Per fermarlo, Majin Bu arriva ad assorbire anche Gohan. Con questo nuovo assorbimento, diventa un essere praticamente invincibile e indistruttibile. Goku decide di utilizzare i Potara con Vegeta, fondendosi con lui e dando vita a Vegeth. Quest'ultimo si dimostra enormemente superiore e blocca facilmente ogni mossa del nemico. Tuttavia, per salvare i compagni intrappolati dentro il mostro, Vegeth decide di farsi assorbire e pertanto, una volta liberati gli ostaggi, Majin Bu ritorna allo stadio iniziale del Bu magro e subito dopo ritorna alla sua forma pura, quella con cui era nato. Intenzionato a uccidere i suoi avversari, Majin Bu provoca una gigantesca esplosione e distrugge la Terra.
Dopo essersi ricomposto, Majin Bu si dirige sul pianeta dei Kaiohshin inseguendo Goku e Vegeta tramite il teletrasporto. Qui affronta prima Goku trasformato in Super Saiyan 3, poi il Majin Bu di pura innocenza e infine Vegeta. Nel corso del combattimento, Majin Bu sputa fuori il Bu buono, rimasto nel suo corpo ma scollegato, dato che la sua presenza lo ostacolava nello scontro.
La lotta è lunghissima e dominata prettamente dal puro Majin Bu, che non ha difficoltà contro un ormai indebolito Bu grasso, il quale nonostante l'incredibile resistenza prende molti colpi, e contro Vegeta, quest'ultimo rimasto al livello di Super Saiyan 2, e dimostrandosi persino più forte di Goku che, pur trasformato in Super Saiyan 3, perde energie a un ritmo quasi insostenibile. Alla fine Goku ricorre alla sua mossa finale, la Sfera Genkidama, grazie all'energia raccolta da tutti gli abitanti della Terra, resuscitati con le sfere del drago, e la scaglia contro Majin Bu, polverizzandolo. Il Majin Bu buono sopravvivrà e andrà a vivere con Mr. Satan e, sempre grazie alle sfere del drago, il ricordo della strage di cui si era reso colpevole verrà dimenticato dai terrestri per favorire la sua integrazione. Prima di uccidere Majin Bu, Goku esprime il desiderio che il suo nemico possa reincarnarsi in una brava persona con cui allenarsi e misurarsi.
Dieci anni dopo, Majin Bu prende parte al 28º Torneo Tenkaichi col nome di Mr. Bu. In questo periodo, Majin Bu si è dedicato alle arti marziali diventando un lottatore affermato tanto da presentarsi come il miglior discepolo di Mr. Satan. Inoltre, si scopre che il puro Majin Bu, per merito di Re Enma, si è reincarnato in un terrestre, un ragazzino dall'animo buono chiamato Ub, proveniente da un piccolo villaggio del Sud, anch'egli iscritto al torneo.

### Dragon Ball Super
In Dragon Ball Super, che ripercorre la trama tra la sconfitta di Majin Bu e il 28º Torneo Tenkaichi, viene rivelato di come anche nella linea temporale di Trunks del futuro, seppur in un periodo del tutto differente, Babidy e Darbula abbiano cercato di liberare Bu ma Trunks, grazie al potere del Super Saiyan 2 ottenuto con un addestramento da Kaiohshin dell'Est, li ha uccisi impedendo il risveglio del demone.
Nella linea temporale principale, il Majin Bu di pura innocenza è andato a vivere a casa di Mr. Satan. Durante la festa di compleanno di Bulma giunge sulla Terra il Dio della distruzione Beerus, il quale chiede a Majin Bu di fargli assaggiare un budino, ottenendo un rifiuto e scatenandogli contro la sua furia. Purtroppo, dato che Bu non è nemmeno lontanamente forte quanto il Dio della distruzione, viene facilmente battuto. Più tardi, in occasione del ritorno di Freezer, Majin Bu è in letargo a casa di Mr. Satan e sarà quindi assente dalle battaglie. Successivamente viene scelto da Goku per partecipare al torneo tra il Sesto e il Settimo Universo indetto da Beerus e suo fratello Champa ma non supera la prova scritta d'ammissione al torneo e dunque non vi partecipa. Durante l'arco narrativo di Zamasu, viene nominato da quest'ultimo nel manga e sembra che la sua brutta fama fosse nota anche in altri universi. Nella serie animata, Majin Bu riesce poi a partecipare al torneo di dimostrazione per Zeno, dove sconfigge Basil ma si addormenta poche ore prima dell'inizio del Torneo del Potere, per il quale ancora una volta era stato scelto da Goku. Il suo posto nella squadra rappresentante il Settimo Universo viene preso da Freezer, riportato in vita per 24 ore grazie ai poteri della Vecchia Sibilla su idea e richiesta di Goku.
Approfittando del suo letargo Merus, un agente della Pattuglia Galattica, lo cattura dato che è necessario il suo aiuto, poiché nel suo corpo è ancora assimilato il capo dei Kaiohshin, il cui supporto è indispensabile nella lotta contro Molo, in passato consegnato alla pattuglia proprio dal capo dei Kaiohshin. Dopo essersi risvegliato, Majin Bu viene portato su Neo Namecc da Merus e Jaco dopo che la Pattuglia Galattica ha risvegliato in lui la coscienza del capo dei Kaiohshin utilizzando tecniche di ipnotismo e aromaterapia. Su Neo Namecc il demone combatte contro Molo mettendolo in difficoltà dato che è immune alla sua magia. Temporaneamente, Majin Bu si trasforma nel capo dei Kaiohshin, il quale prenderà il suo posto finché Molo non sarà sconfitto per mano di Goku. Quando Majin Bu riprenderà piena coscienza del suo corpo perderà ogni ricordo della battaglia contro Molo e verrà premiato con la medaglia al valore dalla Pattuglia Galattica, insieme a Goku, Vegeta, Jaco e Merus. Va segnalato che, sebbene Majin Bu avesse affrontato Molo quando quest'ultimo non era ancora nel pieno della sua forza, è stato comunque l'unico oltre a Goku che sia stato capace di sopraffarlo in un duello individuale, costringendolo alla fuga.

### Dragon Ball GT
In Dragon Ball GT, Majin Bu vive felicemente con Mr. Satan nel suo palazzo e con lui si cimenta in diverse imprese. Riesce ad espellere le uova di Baby dal suo corpo. Durante lo scontro tra Goku e Baby, Majin Bu assorbe Mr. Satan e Pan per proteggerli. In seguito, sotto istruzioni di Pan, giunge sul pianeta Tsufuru dove tenta di liberare gli umani dal controllo di Baby. Durante lo scontro tra lo Tsufuru e Ub, Majin Bu decide di fondersi con quest'ultimo, consapevole che il ragazzo è la reincarnazione della sua controparte malvagia, voluta da Goku. L'unione forma un guerriero fortissimo, anche se molto inferiore a Baby Vegeta.
Ub prende parte allo scontro con Super C-17 aiutando i Guerrieri Z, mentre, durante la finale del Torneo Tenkaichi tra Mr. Satan e Ub, Majin Bu dall'interno del suo corpo lo esorta a lasciare vincere il campione in modo da non deludere la speranza dei terrestri e farlo restare un eroe ai loro occhi.

### Dragon Ball Daima
In Dragon Ball Daima, il Re del Mondo Demoniaco Gomah e il suo assistente Degesu (fratello di Kaiohshin) usano la magia per documentarsi sul risveglio di Majin Bu dopo milioni di anni e la scomparsa del precedente Re Darbula, vedendo così i vari incontri e le forme di Buu lungo tutta la saga omonima. Nel presente, (circa un anno dopo gli eventi di tale saga) Buu vive con Satan ed è al compleanno di Trunks quando Gomah, Degesu e Neva-un anziano Namecciano dotato di grande controllo sulle sfere del drago irrompono al palazzo di Dio ed esprimono il desiderio di far tornare Goku e tutti i suoi amici dei bambini. Tale desiderio affligge anche Bu.
Negli episodi seguenti, viene rivelata la vera genesi di Bu da parte della maga Marba, e si scopre che al momento in cui Majin Vegeta tentava di autodistruggersi per sconfiggere il potente nemico, la prima persona ad avvicinarsi al cratere non fu Piccolo, ma Arinsu-sorella, anch'essa di Kaiohshin insieme a Degesu-fratello, una scienziata ambiziosa alla corte di Gomah, il cui obbiettivo fu quello di ottenere un campione di Majin Bu da usare per i suoi scopi.
Usando le conoscenze di Marba, Arinsu genera due Majin dalla pelle verdastra usando i semi dei Saibaimen e il campione di Bu: Majin Kuu (magro, lievemente egocentrico, moderatamente forte e con una mente straordinariamente analitica), e Majin Duu (grasso, infantile, goloso di cioccolata come Buu lo è di dolci, ed estremamente potente). I due si considerano dei fratelli stretti e hanno caratteristiche e poteri molto simili a quelli di Buu.
Nel finale della serie, viene visto che tutti i personaggi ringiovaniti, quindi anche Satan e Bu, sono tornati alle loro fattezze normali dopo il desiderio di Glorio.

## Trasformazioni
Durante l'arco narrativo del manga Dragon Ball e dell'anime Dragon Ball Z, Majin Bu si trasforma, ovvero assume diverse forme, ognuna con una personalità ben distinta e con un potere maggiore o minore.

### Majin Bu (puro)
Il primo stadio, la forma che Majin Bu aveva a partire dalla sua origine e prima che cominciasse ad assorbire i propri nemici, è chiamato Majin Bu (puro) (魔人ブウ （純粋）?, Majin Bū (junsui)); è chiamato anche col nome inglese di Kid Bu, per esempio nei videogiochi di Dragon Ball. Questa forma è in verità l'ultima trasformazione a comparire nel manga e nell'anime. In questa forma Majin Bu si presenta magro e muscoloso ma con una statura minuta e un corpo e un viso che sotto certi aspetti richiamano quelli di un bambino (da cui il nome in inglese: kid vuol dire "bambino" o "ragazzo"). Ciononostante è molto potente, tanto da battersi alla pari con Goku nello stadio di Super Saiyan 3. Il suo vestiario è lo stesso del Majin Bu magro, ovvero un paio di pantaloni bianchi molto larghi, una cintura, due polsiere e un paio di stivali neri, rimanendo a petto nudo. In questa forma Majin Bu è del tutto privo di raziocinio e di sentimenti (a parte la rabbia) e perciò gli è praticamente impossibile elaborare una strategia di battaglia, pecca colmata però dalla totale imprevedibilità delle sue mosse; è inoltre incapace di parlare, se non per strani versi o biascicate parole. Tuttavia dimostra una certa astuzia quando capisce che Goku non può lanciargli la Genkidama se Vegeta si trova vicino a lui.
Kaiohshin dell'Est spiega che, a seguito degli assorbimenti del Kaiohshin del Sud e del capo dei Kaiohshin, Majin Bu aveva ottenuto un cuore a discapito della propria potenza e che il distacco del Bu grasso dall'interno di quello magro aveva fatto tornare quest'ultimo alla forma e potenza originale. Ciò viene confermato dall'adattamento animato Dragon Ball Z, nella guida dell'anime Dragon Box e dallo stesso autore Akira Toriyama
Le tecniche di questo essere sono le stesse del Majin Bu grasso e del Bu magro. Può allungare, contorcere, trasformare e rigenerare parti del proprio corpo senza alcuno sforzo e trasformare persone in dolci, dei quali va letteralmente matto come il Bu grasso, oppure in altri oggetti o alimenti. È inoltre in grado di assorbire un essere vivente avvolgendolo con un brandello del proprio corpo e di acquisirne le capacità.
Lo stile di combattimento di questa forma sfrutta molto di più le caratteristiche fisiche del suo corpo rispetto alle altre forme, allungandosi e contorcendosi. Questo stadio ha inoltre un grado di apprendimento estremamente elevato: riesce a copiare il teletrasporto di Kaiohshin il superiore solo vedendolo. Inoltre dimostra di poter sopravvivere nello spazio. Come afferma Merus, il puro Majin Bu, dopo aver espulso il Bu di pura innocenza dal suo corpo sul pianeta dei Kaiohshin, ha tenuto per sé il potere divino del capo dei Kaiohshin, sebbene l'essenza di quest'ultimo continuasse a vivere ancora nel corpo del ciccione.
- Majin Bu (puro) assorbito Kaiohshin del Sud (魔人ブウ （純粋） 南の界王神吸収形態?, Majin Bū (junsui) Minami no Kaiōshin kyūshū keitai): dopo aver assorbito Kaiohshin del Sud, il quale era estremamente grosso e muscoloso, Majin Bu si trasforma per la prima volta.[2] Questo stadio ci viene brevemente mostrato durante la regressione del Majin Bu magro allo stadio del puro Bu, dove Goku si chiede se la sua forza stia aumentando. Il corpo del demone diventa di taglia adulta ed estremamente muscoloso, la caratteristica appendice sulla testa si allunga, mentre l'abbigliamento rimane quello precedente.[49] In inglese è anche chiamato Super Kid Bu.

### Majin Bu (grasso)
Una volta assorbito anche il capo dei Kaiohshin, il puro Majin Bu che aveva assorbito Kaioshin del Sud diviene Majin Bu (grasso) (魔人ブウ （太った）?, Majin Bū (futotta)). È la forma in cui, nel manga Dragon Ball e in Dragon Ball Z, il demone ci viene inizialmente presentato: allegro, giocherellone e amante dei dolci (caratteristica ereditata dal capo dei Kaiohshin). Nonostante sembri affetto da obesità, è molto potente, tanto che Vegeta, controllato e potenziato da Babidy, non riesce a danneggiarlo, e combatte alla pari con Goku allo stadio di Super Saiyan 3, sebbene Goku affermi successivamente che avrebbe potuto sconfiggerlo. Dalla vita in giù porta lo stesso abbigliamento del puro Majin Bu ma gli stivali divengono gialli e compaiono un gilè, un mantello violaceo e un paio di guanti gialli in sostituzione delle polsiere.
In seguito, il Majin Bu grasso si divide in due entità: il Bu di pura innocenza e quello di pura malvagità.
- Majin Bu (pura innocenza) (魔人ブウ （無邪気⇒善）?, Majin Bū (mujaki⇒zen)): chiamato alla fine dell'anime Mr. Bu per integrarsi meglio con i terrestri, è la parte buona del Majin Bu grasso, di cui mantiene l'aspetto e l'indole allegra.[2] Con la scissione, gran parte del potere della forma precedente è andata alla controparte malvagia.

Nell'anime di Dragon Ball Super, dopo il torneo di dimostrazione per Zeno, Mr. Satan fa sottoporre Majin Bu ad alcuni allenamenti, dove assume una nuova forma: appare infatti slanciato e muscoloso al pari del Bu magro, pur mantenendo la stessa espressione del viso e il vestiario consueto. Sconfigge Goku in un breve match di allenamento, mostrandosi estremamente più veloce di prima. Tuttavia, appena il Saiyan se ne va, Majin Bu comincia ad accusare stanchezza e, quando Mr. Satan avvisa che è in letargo, ha riacquistato la sua forma grassa.
Nel manga di Dragon Ball Super, in occasione dello scontro con Molo su Neo Namecc, la Pattuglia Galattica, tramite tecniche di ipnotismo e aromaterapia, risveglia parte del subconscio del capo dei Kaiohshin che è ancora assimilato nel suo corpo. Viene messo in evidenza che il corpo del Majin Bu buono, controllato dal capo dei Kaiohshin, dispone di una potenza maggiore, probabilmente superiore a quella del Super Saiyan God. Inoltre, sempre durante la battaglia contro Molo, viene detto che il suo particolare ki non può essere assorbito dalla magia dello stregone. Successivamente, viene mostrato che il capo dei Kaiohshin può sostituirsi a Bu per brevi periodi, sebbene sia stato visto in due sole occasioni. La prima è il combattimento assieme a Goku e Vegeta contro Molo nello spazio attorno a Neo Namecc, mentre la seconda è la fine del combattimento tra Goku e Molo sulla Terra, dove intuisce che la parte perduta dei suoi poteri divini si è reincarnata nel giovane Uub (informazione che soltanto Goku, Dende e Mr. Popo conoscevano, e che in tale occasione viene rivelata anche a Jaco), si reca quindi dal ragazzino e lo invita a rilasciare la sua energia divina, che Vegeta raccoglie inconsapevole di chi sia il proprietario per donarla a Goku, che la usa nel suo Ultra Istinto per generare il gigante di ki che abbatte lo stregone. Il Kaiohshin torna quindi nel subconscio di Bu, con quest'ultimo che non ha ricordi degli eventi accaduti.
- Majin Bu (pura malvagità) (魔人ブウ （純粋悪?, Majin Bū (junsui aku)): è l'incarnazione di tutta la malvagità presente in Majin Bu. Nell'aspetto è molto simile al Majin Bu magro, ma è ancora più magro di questi ed è molto più alto del Bu grasso, con un viso lungo e guance infossate. Il Majin Bu di pura malvagità è l'esatto opposto del Bu di pura innocenza in tutti gli aspetti a parte l'abbigliamento. Il colore della sua pelle è grigio anziché rosa. Questa è l'unica forma di colore diverso dal rosa tra tutte quelle di Majin Bu. Dopo essere emerso dalla nube di fumo espulsa da Majin Bu grasso, uccide senza pietà il folle Van Zant per poi combattere contro il Bu di pura innocenza. Come spiegato da Piccolo, la scissione ha fatto in modo che la maggior parte della forza della forma precedente rimanesse in lui. Curiosamente, quando Vegeta stacca il Majin Bu di pura innocenza dal corpo del Bu magro, egli non ritorna alla forma di quello di pura malvagità, come ci si doveva aspettare, bensì diviene quello puro.

### Majin Bu (magro)
Dopo la separazione dal Majin Bu grasso, il Bu pura malvagità assorbe quello di pura innocenza e si trasforma in Majin Bu (magro) (魔人ブウ （悪）?, Majin Bū (aku)); è chiamato anche col nome inglese di Super Bu, per esempio nei videogiochi di Dragon Ball. Il corpo rimane alto e longilineo ma diviene più muscoloso rispetto a quello del Majin Bu di pura malvagità. Inoltre, le mani vengono dotate di dita, seppur massicce. In questa forma Majin Bu ha di nuovo lo stesso abbigliamento del puro Bu. Una curiosità è che appena diviene il Majin Bu magro le sue pupille sono di colore bianco mentre nel corso dello scontro con Gotenks assumono un colore rosso acceso. In questa forma la forza di Majin Bu è superiore a quella del Bu di pura malvagità e di quello grasso in quanto il demone è completo, con la parte malvagia ora dominante. Essendo comunque presenti i ricordi della parte buona Majin Bu tiene ancora a Mr. Satan, e decide di risparmiargli la vita in un paio di occasioni, specialmente quando decide di uccidere tutte le persone rimaste in vita. Le tecniche di questo essere sono le stesse del puro Majin Bu e del Bu grasso. Può allungare, contorcere, trasformare e rigenerare parti del proprio corpo senza il minimo sforzo e trasformare persone in dolci, dei quali va letteralmente matto proprio come il Majin Bu grasso, oppure in altri oggetti o alimenti. È in grado di assorbire un essere vivente avvolgendolo con un brandello del proprio corpo e di acquisirne le capacità. Inoltre presenta una curiosa abilità, ovvero quella di poter entrare nel proprio corpo.
Questa forma si presenta come base per diversi assorbimenti che ne incrementeranno enormemente il ki.
- Majin Bu (magro) assorbito Gotenks (魔人ブウ （悪） ゴテンクス吸収形態?, Majin Bū (aku) Gotenkusu kyūshū keitai): assorbendo Gotenks e Piccolo, dal primo ottiene una potenza micidiale mentre dal secondo l'intelligenza e l'abilità tattica, con le quali affronta e sconfigge con molta facilità Gohan con la potenza risvegliata dall'Anziano Kaiohshin. Il vestiario è quello del Majin Bu magro, a cui si aggiunge la giacca tipica di Gotenks, mentre l'appendice sulla testa si allunga fino ad arrivare all'altezza dell'inguine. Inoltre, il corpo diventa molto più slanciato e compare un naso.[21]
- Majin Bu (magro) assorbito Piccolo (魔人ブウ 悪 ピッコロ 吸収形態?, Majin Bū (aku) Pikkoro kyūshū keitai): sciolta la fusione di Goten e Trunks in Gotenks all'interno del suo corpo, Majin Bu ritorna ad avere una potenza di poco superiore a quella della forma base del Bu magro, mantenendo però l'intelligenza di Piccolo. Quando è in questa forma Goku specifica che in quel momento l'influenza dominante nel corpo di Bu è Piccolo. Il vestiario è quello di prima con l'aggiunta del mantello e delle spalliere di Piccolo. Rimangono inalterate le caratteristiche dell'aspetto di quando ha assorbito Piccolo e Gotenks.[52] Quando Goku e Vegeta liberano Gohan, Trunks e Goten, Majin Bu ritorna in questa forma per breve tempo. Tuttavia l'aspetto cambia molto rispetto alla prima versione: il corpo rimane longilineo e piuttosto muscoloso mentre le dita delle mani divengono particolarmente tozze.[53] Quando Goku e Vegeta liberano anche Piccolo, Majin Bu regredisce nuovamente alla forma magra.[54]
- Majin Bu (magro) assorbito Gohan (魔人ブウ （悪） 悟飯吸収形態?, Majin Bū (aku) Son Gohan kyūshū keitai): forma ottenuta con l'assimilazione di Gohan, con una potenza ben maggiore di quella ottenuta con l'assorbimento di Gotenks. L'aspetto è quello di Majin Bu magro che ha assorbito Gotenks con l'aggiunta di un mento staccato dal collo. Il vestiario è lo stesso che nel Majin Bu magro, a cui si aggiunge il vestiario toracico di Gohan.[55] Majin Bu successivamente si strappa la maglia di Gohan e rimane a petto nudo.[56]

## Poteri
Oltre a potersi trasformare e ad avere una forza combattiva estremamente elevata (in una sua qualunque forma tra quelle su citate, rimane il più forte antagonista del manga di Dragon Ball e di Dragon Ball Z, nonché, nella forma di Majin Bu magro dopo aver assorbito Gohan, il secondo guerriero più forte delle due opere dopo Vegeth), Majin Bu presenta anche altri poteri.

### IlKaifuku
Majin Bu è in grado di curare completamente un essere vivente anche se vicino alla morte o affetto da gravi malattie, ad esempio la cecità. Tale potere viene chiamato in lingua originale Kaifuku. Questa abilità è stata utilizzata dal personaggio nella forma del Majin Bu grasso e del Bu di pura innocenza.
Al contrario del potere curativo di Dende, di Kibith e dell'utilizzo dei senzu, Majin Bu può ricreare anche le parti del corpo perse, anche se guarigioni pesanti come questa richiedono un grande sforzo e concentrazione. Non è comunque in grado di resuscitare i morti.

### La rigenerazione
Majin Bu ha una capacità di rigenerarsi praticamente illimitata: ha infatti dimostrato di essere in grado di rigenerarsi persino dal vapore originato dai frammenti del suo corpo sopravvissuti al Super Ghost Kamikaze Attack di Gotenks, proprio in quel frangente Piccolo spiega che il ki di Bu rimane costante anche quando il suo corpo viene fatto a pezzi e che è proprio il suo ki la fonte del potere rigenerante del demone. Le sue abilità rigenerative vanno ben oltre la semplice ricrescita dei tessuti visto che risulta essere in grado di tornare alla massima potenza dopo aver subito anche danni fisici devastanti.
L'unica occasione in cui questo potere mostra dei limiti si verifica nell'adattamento animato Dragon Ball Z dove, dopo una lunga serie di danni subiti per mano di Vegeth, il Majin Bu magro inizia a faticare nel rigenerarsi. Nel manga questo limite non esiste e l'unico modo per fermare totalmente la rigenerazione di Majin Bu è disintegrare il suo intero corpo con un unico attacco energetico, senza lasciar nulla di esso. Grazie proprio a questa abilità Majin Bu vanta un'energia illimitata, a eccezione del Bu di pura innocenza durante il combattimento contro quello puro, come Vegeta fa notare chiaramente. Infatti in quell'occasione il puro Majin Bu ridusse il Bu di pura innocenza in condizioni talmente pietose che, se Dende non lo avesse guarito, sarebbe morto e nemmeno il suo potere rigenerante lo avrebbe salvato.

### Altre abilità speciali
- Saper trasformare gli esseri viventi e non viventi in oggetti di varia natura.
- Assorbimento di esseri viventi, tramite assimilazione diretta o dopo trasformazione in alimenti; tramite tale capacità è in grado di aggiungere le facoltà degli esseri viventi assorbiti alle sue. Egli è in grado però di assorbire solo le creature con una potenza inferiore alla sua, che si va a sommare alla forza di Majin Bu una volta assorbita. Questa abilità è strettamente collegata all'abilità di trasformare creature viventi in dolciumi, poiché essa ne riduce la potenza.
- Incredibile plasmabilità del corpo, con tutti i vantaggi che essa comporta.
- Sopravvivenza nello spazio aperto.
- Apprendimento immediato di qualsiasi tecnica vista.
- Controllo della densità corporea: può passare allo stato solido, liquido o gassoso.
- Moltiplicarsi infinitamente.
- Eterna giovinezza.
- Immunità ai veleni.

### Tecniche
Majin Bu è in grado di attuare le seguenti tecniche:
- Autodistruzione
- Bu Ball
- Bukujutsu
- Chikyuu hou Kai No ichi Geki
- Hara no Niku Kougeki
- Henka Beam
- Infinity Bullet
- Jin rui zetsu metsu kou geki
- Kamehameha
- Makankosappo
- Manipolazione corporea
- Masenko
- Power Blitz
- Renkozu Ki Dan
- Renzoku Super Doughnut
- Sfera Traumatizzante
- Super Ghost Kamikaze Attack
- Telecinesi
- Teletrasporto incondizionato
- Udebunrikougeki
- Vaporize!
- Zenshin kara no Shyougeki Ha

## Il corpo di Majin Bu
Tutte le trasformazioni di Majin Bu hanno molta plasmabilità con il suo corpo, in quanto esse possono infatti sempre allungare, contorcere, trasformare e rigenerare parti del proprio corpo senza il minimo sforzo, rendendo quindi Bu impossibile da uccidere se non disintegrandolo fino al livello delle sue molecole.
Intenzionato a liberare i suoi amici assorbiti dal mostro, usando una barriera di protezione, Vegeth si fa assorbire da Majin Bu, riuscendo così a penetrare nel corpo del demone, di cui ci viene dunque data una visione.
Il corpo del mostro rosa è caratterizzato da lunghi fiumi di cioccolata e da alcune sabbie mobili. Inoltre presenta un tipo di "puzza" (o energia negativa) molto forte. Appena assorbito, Vegeth rimuove lo scudo protettivo e la fusione si scioglie: nell'anime Kaioshin il Sommo attribuisce questo evento all'energia negativa precedentemente indicata mentre nel manga vi è solo la supposizione (effettuata da Vegeta) che la fusione si sia sciolta a causa della puzza. In Dragon Ball Super, invece, si afferma che la fusione coi Potara fra due mortali dura soltanto un'ora e pertanto dentro il corpo di Majin Bu si è trattato di una coincidenza.
Lo stomaco è simile a quello di ogni essere umano: è caratterizzato da ogni alimento mangiato da Majin Bu, soltanto dolci e caramelle. Coloro che vengono trasformati in dolciumi e poi divorati vengono semplicemente digeriti. Il resto del corpo è abitato da innocui vermi giganteschi tutti bianchi simili a una sorta di Ancylostoma duodenale che indicano a Goku e Vegeta la posizione dei loro compagni. Nell'anime ne compaiono tre: un padre e i suoi figli, di cui questi ultimi più selvaggi e aggressivi e di dimensioni più piccole.
Il cervello contiene coloro che sono stati assorbiti dal demone allo scopo di sfruttarne le capacità, i quali vengono prima rimpiccioliti e poi custoditi in dei bozzoli rosa in una sorta di stato comatoso. Nel caso di Majin Bu vengono rimpiccioliti e tenuti in bozzoli solo i corpi dei guerrieri che ritiene utili al suo potenziamento, mentre le altre vittime vengono digerite come semplice cibo e non comportano aumenti di potenza. In Dragon Ball GT, Mr. Satan e Pan si fanno assorbire di proposito per scampare all'infezione di Baby causata a tutti i terrestri rimanendo però coscienti dentro il bozzolo. Peraltro, l'uovo di Baby depositato dentro Majin Bu si trova anch'esso in un bozzolo nel cervello ma non fa presa e viene espulso tramite un semplice sputo.
Nell'anime, prima di giungere al cervello, Goku e Vegeta affrontano delle proiezioni mentali dei loro compagni mentre Majin Bu, non accortosi di quello che accade nel suo corpo, pensa ai dolci eliminando le proiezioni. In seguito si scopre che Majin Bu è in grado di entrare a suo piacimento nel proprio corpo utilizzando un proprio frammento.
Il corpo del mostro presenta inoltre alcuni pori che servono come sfiatatoio (simil teiera). Il gas che fuoriesce è bianco ed è molto caldo. Questo fenomeno si verifica quando Majin Bu è particolarmente arrabbiato.

## Accoglienza
Majin Bu è stato valutato dalla rivista Wizard come il 40º miglior cattivo di tutti i tempi, l'unico personaggio giapponese ad apparire nella lista.
Secondo David F. Smith di IGN "era solo un po' troppo rosa per essere preso seriamente come una minaccia".